# هیلمرات
هیلمرات (به آلمانی: Helmeroth) یک شهر در آلمان است که در راینلاند-فالتس واقع شده‌است.

## خصوصیات
هیلمرات ۲۲۱ نفر جمعیت دارد.